# Ulf Ottosson
Ulf Ottosson, född 2 juli 1968 i Karlskoga, är en svensk fotbollsspelare och tränare.
Han är Degerfors IF främsta målgörare genom tiderna. Han är lagets näst meste spelare genom tiderna trots ett antal proffssejourer och gästspel i allsvenska klubbar. Ottosson avslutade säsongen 2004/2005 genom att i hög grad vara delaktig i kvalificeringen till superettan i kvalet mot Umeå FC inför en hänförd publik hemma på Stora Valla. Efter detta fick han inte något förlängt kontrakt då nye tränaren hade andra planer än att satsa på Degerfors meste och målfarligaste spelare genom tiderna. Efter en säsong som spelande tränare i Gullspångs IF var han under våren 2006 på väg tillbaka som spelare i Degerforsklubben Strömtorps IK. 2011 tränade han Ängebäck BK.